# Plano
Plano je naselje u sastavu grada Trogira u Splitsko-dalmatinskoj županiji u RH.

Naselje je prije nosilo naziv Plano Trogir.
Nalazi se istočno od Trogira i sjeveroistočno od Divulja, u blizini potoka Pantane. Plano je najpoznatije po križanju na jadranskoj magistrali koje se nalazi južno od mjesta. S križanja na jug vodi cesta za Trogir,a na sjever prema Drnišu a, u novije vrijeme, i prema čvoru Prgomet autoceste A1.

## Stanovništvo
Prema popisu stanovništva 2011. godine naselje je imalo 374 stanovnika.
| broj stanovnika |       |       |       |       |       |       |       |       | 178   | 178   | 183   | 210   | 276   | 281   | 417   | 553   | 607   |
|                 | 1857. | 1869. | 1880. | 1890. | 1900. | 1910. | 1921. | 1931. | 1948. | 1953. | 1961. | 1971. | 1981. | 1991. | 2001. | 2011. | 2021. |

Od 1948. iskazuje se kao naselje. Te godine iskazano je pod imenom Plano Trogir.

## Gospodarstvo
U Planom se nalazi tvornica kartona Adria, prodavaonica tehničkih dijelova,  caffe bar-pizzeria, gostionica, dvije trgovine mješovitom robom. Plano također ima i novosagrađenu crkvu Sv. Marte te pokraj nje sportski centar i teretanu.

## Znamenitosti
- Crkva sv. Eustahija, zaštićeno kulturno dobro